# Underdog (Lied)
Underdog ist ein Lied der US-amerikanischen Singer-Songwriterin Alicia Keys aus dem Jahr 2020.

## Entstehung und Veröffentlichung
Das englischsprachige Lied wurde von der Interpretin selbst, zusammen mit Jonny Coffer, Johnny McDaid, Ed Sheeran, Foy Vance und Amy Wadge, geschrieben beziehungsweise komponiert. Keys zeichnete darüber hinaus mit McDaid auch für die Produktion verantwortlich.
Die Erstveröffentlichung von Underdog erfolgte als Single am 9. Januar 2020. Am 18. September 2020 erschien es als Teil von Keys’ siebten Studioalbum Alicia.

## Musikvideo
Das dazugehörige Musikvideo entstand unter der Regie von Wendy Morgan und wurde am selben Tag wie die Single veröffentlicht.

## Kommerzieller Erfolg

### Chartplatzierungen
| ChartsChartplatzierungen       | Höchstplatzierung | Wochen |
| ------------------------------ | ----------------- | ------ |
| Deutschland (GfK)              | 24 (19 Wo.)       | 19     |
| Österreich (Ö3)                | 24 (16 Wo.)       | 16     |
| Schweiz (IFPI)                 | 21 (19 Wo.)       | 19     |
| Vereinigte Staaten (Billboard) | 69 (5 Wo.)        | 5      |

| ChartsJahrescharts (2020) | Platzierung |
| ------------------------- | ----------- |
| Schweiz (IFPI)            | 97          |

### Auszeichnungen für Musikverkäufe
| Land/Region               | Auszeichnungen für Musikverkäufe (Land/Region, Auszeichnung, Verkäufe) | Verkäufe  |
| ------------------------- | ---------------------------------------------------------------------- | --------- |
| Deutschland (BVMI)        | Gold                                                                   | 200.000   |
| Frankreich (SNEP)         | Gold                                                                   | 100.000   |
| Kanada (MC)               | Gold                                                                   | 40.000    |
| Österreich (IFPI)         | Platin                                                                 | 30.000    |
| Schweiz (IFPI)            | Gold                                                                   | 10.000    |
| Vereinigte Staaten (RIAA) | Platin                                                                 | 1.000.000 |
| Insgesamt                 | 4× Gold · 2× Platin ·                                                  | 1.380.000 |

Hauptartikel: Alicia Keys/Auszeichnungen für Musikverkäufe